# نقص آدنین فسفو ریبوزیل ترانسفراز
نقص آدنین فسفو ریبوزیل ترانسفراز که ۸٬۲ دی هیدروکسی آدنین اورولیتیاز 2,8Dihydroxyadenine urolithiasis نیز خوانده می‌شود، نوعی ناهنجاری متابولیک مادرزادی است.

## علائم بالینی
ممکن است بدون علائم بوده یا از زمان تولد تا ۷۴ سالگی تظاهر کند. به‌ندرت با ظهور نقاط قهوه‌ای رنگ بر روی پوشک شیرخوار مشخص می‌شود. در موارد علامت دار تظاهرات آن شامل سوزش ادرار و وجود خون، کریستال یا سنگ در ادرار، تب و عفونت ادراری، کولیک کلیوی یا احتباس ادراری به علت سنگ، احتمال بروز نارسایی حاد کلیه در شیرخوارگی به علت سنگ و نارسایی مزمن کلیه محتاج به دیالیز یا پیوند کلیه می‌باشد. سنگ‌ها از نوع دی هیدروکسی آدنین و رادیولوسنت هستند.

## نقص آنزیم
نقص در آنزیم آدنین فسفو ریبوزیل ترانسفراز.

## توارث ژنتیکی
اتوزوم مغلوب.

## میزان بروز
نادر.

## روش تشخیص
- ادرار: افزایش آدنین ۲ و ۸ دی هیدروکسی آدنین.
- بررسی آنزیم: در گلبولهای قرمز.

## درمان
رژیم غذایی با محدودیت مصرف پورین، مصرف فراوان مایعات و تجویز روزانه آلوپورینول ۱۰ میلی‌گرم به ازای هر کیلوگرم وزن بیمار تا میزان حداکثر ۳۰۰ میلی‌گرم مفید است. قلیایی کردن ادرار اثری ندارد و استفاده از سنگ‌شکنی برای برداشتن سنگ‌های از پیش تشکیل‌شده لازم است.

## آزمون تشخیص پیش از تولد
ندارد.